# 改宗
改宗（英語：Religious conversion）指的是放弃一种宗教或宗派，并皈依到另一宗教或宗派的行为。
改宗可以是不同宗教的轉換，比如從猶太教改宗基督教，錫克教改宗印度教，耆那教改宗佛教，瑣羅亞斯德教改宗摩尼教等。
改宗也可以是在同一种宗教，不同宗派的轉換，比如从道教正一派改宗全真派，南傳佛教改宗漢傳佛教，佛教禪門改宗淨土宗，佛教禪門臨濟宗改宗到禪門曹洞宗，藏傳佛教薩迦派改宗格魯派，基督新教改宗到基督舊教，新教信義宗改宗到新教歸正宗，或者从伊斯蘭教逊尼派改宗到什叶派等。在某些情况下，改宗“代表了一种宗教身份的转换，并通过特殊的仪式表达出来”。